# Acrotaeniostola sexvittata
Acrotaeniostola sexvittata är en tvåvingeart som beskrevs av Friedrich Georg Hendel 1914. Acrotaeniostola sexvittata ingår i släktet Acrotaeniostola och familjen borrflugor. Inga underarter finns listade i Catalogue of Life.